# Segula Island
Segula Island (aleutisch: Chigulax̂) ist eine Vulkaninsel der Aleuten und gehört zu den Rat Islands. Sie liegt westlich von Little Sitkin Island und hat Abmessungen von etwa 6 mal 7 km.
Die Vulkaninsel erreicht eine Höhe von 1153 m. Bis heute sind keine Eruptionen bekannt.